# Nong Zhigao
Nong Zhigao (Chinesisch: 侬智高; Pinyin: Nóng Zhì Gāo) (Annamesisch: Nông Trí Cao) (? 1025-1055) ist ein auf eine historische Persönlichkeit zurückgehender epischer Held des Zhuang-Volkes in Südchina. Gemäß der Annalen Geschichte der Song-Dynastie - Guangyuanzhou Manzhuan (宋史广源州蛮传) folgte er in Quảng Nguyên (dem heutigen Cao Bằng) im Erwachsenenalter seinem Vater als Führer der Zhuang nach, die zu jener Zeit vom in Nordvietnam beheimateten Reich Jiaozhi unterdrückt wurden.
Aufgrund des Scheiterns einer von ihm angestrebten Anlehnung an das chinesische Reich der Nördlichen Song führte Nong Zhigao einen Aufstand gegen Jiaozhi an, der zunächst zur Gründung des „Großen Südlichen Landes“ im Südwesten des heutigen Nannings führte. In späteren Auseinandersetzungen mit Armeen der Nördlichen Song unterlagen er und seine Unterstützer jedoch, so dass sie nach Yunnan, Thailand and Laos fliehen mussten.
Sowohl traditionelle chinesische als auch vietnamesische Quellen betrachten Nong Zhigao als Rebell. Da die durch Nong Zhigao verursachten Unruhen den Interessen der Han-Chinesen in Lingnan erheblich schadeten, wird er in han-chinesischen Geschichtsbüchern oft als Dämon oder böser Zauberer dargestellt. Der erste Gelehrte, der die Ungerechtigkeit gegenüber Nong Zhigao aufzeigte, war Huang Xianfan. Am 2. April 1962 veröffentlichte Huang Xianfan in der Guangxi Daily den Artikel „Nong Zhigaos Aufstand gegen die Song-Dynastie war ein gerechter Krieg“ und schrieb später das Buch „Nong Zhigao“, in dem er versuchte, die Rechtmäßigkeit von Nong Zhigaos Aufstand gegen die Song-Dynastie umfassend zu begründen. Der ehemalige Vorsitzende der Regierung des Autonomen Gebiets Guangxi der Zhuang, Wei Chunshu [18], und eine Reihe weiterer Wissenschaftler haben ihn anschließend gewürdigt.